# Стереохимия
Стереохимията е раздел от теоретичната химия, който изучава пространствения строеж на молекулите на химичните съединения. Според стереохимията свойствата на химичните съединения зависят не само от вида, броя и реда на свързване на атомите и молекулите им, но и от пространственото им разположение на атомите един спрямо друг в отделните молекули.
Стереохимията представя пряко допълнение на структурната теория. Тя се развива главно във връзка с изучаването на някои главни класове природни продукти, като захари, хидрокси- и аминокиселини, стероидни съединения, сескитерпени, алкалоиди и други и е спомогнала много за тяхното по-задълбочено опознаване.
Основоположници на стереохимията са Якоб Вант Хоф и А. льо Бел. Към съвременната стереохимия спадат стереоизомерията, учението за връзката между пространствения строеж на молекулите и хода на химичните реакции, теорията за напрежението на валенциите и конформационният анализ.